# Taaltypologie
Taaltypologie is in de systematische taalkunde de overkoepelende term voor de studie van alles wat te maken heeft met de overeenkomsten en verschillen tussen talen onderling en taalfamilies. Het kan hierbij bijvoorbeeld gaan om algemene zaken als grammatica en syntaxis, woordenschat, fonologie en morfologie, maar ook om specifiekere terreinen als historie en sociolinguïstiek.

## Algemene indelingen
SIL International hanteert een indeling, waarbij onderscheid gemaakt wordt tussen:
- Levende talen: talen die heden ten dage door een aantal mensen als eerste taal, dat wil zeggen als moedertaal worden gesproken, zoals het het Nederlands en het Engels.
- Dode talen in het algemeen: dit zijn talen zoals het Latijn, Oudpruisisch, Cornisch en Manx, die in bepaalde (bijvoorbeeld liturgische of wetenschappelijke) kringen soms nog wel worden gesproken, maar sinds kortere of langere tijd door niemand meer als zijn of haar moedertaal worden beschouwd.
- Historische talen: dit zijn talen die worden beschouwd als de voorlopers van moderne talen, maar niettemin als afzonderlijke talen, zoals het Oudnederlands en Oudengels. Strikt genomen behoren deze talen echter tot de vorige categorie, indien men ze tenminste echt wil beschouwen als afzonderlijke talen.
- Oude talen: dit zijn dode talen die al meer dan duizend jaar geleden zijn uitgestorven; om te kunnen worden opgenomen in ISO 639-3, moet een taal ten minste over een overleverde literatuur beschikken of anderszins goed gedocumenteerd zijn, zoals het geval is met het Latijn en Oudgrieks. Talen die zijn gereconstrueerd puur op basis van vergelijkende analyse, zoals het Proto-Indo-Europees en het Oudjapans (het Japans wordt pas sinds de 8e eeuw opgeschreven, toen de periode van het Oudjapans al voorbij was), zijn van deze categorie uitgesloten; dergelijke talen moeten ofwel tot de dode ofwel tot de historische talen worden gerekend.
- Kunsttalen; dit zijn talen die - in tegenstelling tot de natuurlijke talen - niet vanzelf zijn ontstaan maar met uiteenlopende doelen ontworpen. Voorbeelden in de literatuur zijn het Sindarijns en Quenya van J.R.R. Tolkien. Om voor een code in ISO 639-3 ofwel het label auxlang (hulptaal) in aanmerking te komen moet een kunsttaal: 
  1. in de eerste plaats bedoeld zijn voor de menselijke communicatie, in het bijzonder als lingua franca;
  2. over een zekere mate van literaire traditie beschikken.

De bekendste voorbeelden van talen die tot deze laatste categorie behoren zijn het Esperanto en Interlingua. Gereconstrueerde talen zoals het Proto-Indo-Europees vallen buiten deze categorie, evenals computertalen.